# Anton von Graffenried (II.)

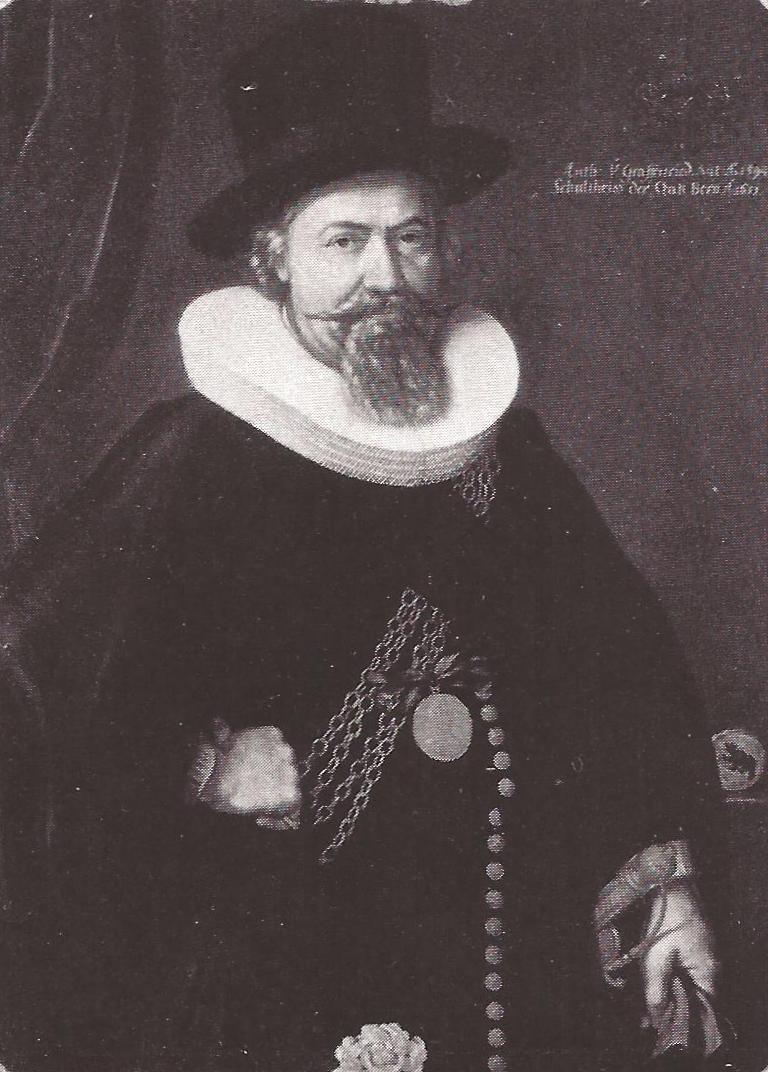
Anton von Graffenried (II.).

Anton von Graffenried (II.) (getauft 21. Juli 1597 in Bern; † 20. April 1674 ebenda) war Schultheiss der Stadt Bern.
Durch seine erste Gemahlin Ursula Dumoulin wurde Graffenried Inhaber der Herrschaften Carrouge und Corcelles sowie Mitherr von Mézières. Er gelangte 1621 in den Grossen Rat, war von 1625 bis 1630 Landvogt von Grandson, 1631 Heimlicher und Kleiner Rat und in den Jahren 1633 bis 1651 dreimal Venner zu Pfistern. Er wurde 1651 Salzdirektor und danach Schultheiss von Bern. 1663 war von Graffenried bernischer Gesandter in Paris bei der Erneuerung der Soldallianz zwischen Ludwig XIV. und der Alten Eidgenossenschaft.

## Archive
- Bestände zu Anton von Graffenried (II.) in der Burgerbibliothek Bern